# Metalectra richardsi
Metalectra richardsi là một loài bướm đêm trong họ Erebidae.